# 송세현
송세현(1994년 6월 30일 ~ )은 대한민국의 배우이다

## 출연작

### 드라마
- 2011년 MBC 수목드라마 《넌 내게 반했어》 - "더 스투피드"의 베이시스트 역
- 2012년 채널A 월화드라마 《K-팝 최강 서바이벌》 - 김현승 역